# Schrein von Frøslev

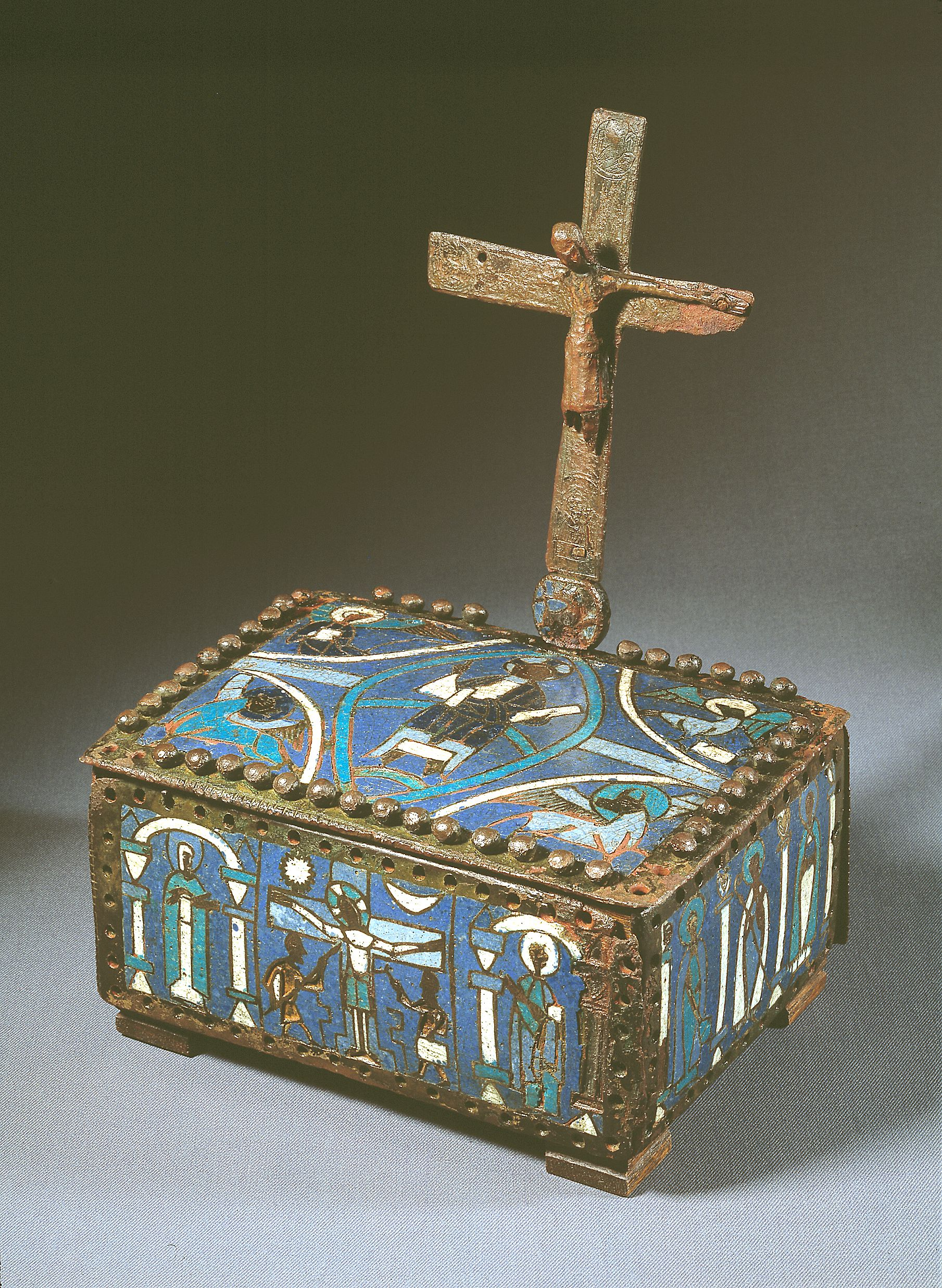
Schrein von Frøslev

Der Schrein von Frøslev (dänisch Frøslevskrinet; alternative deutsche Bezeichnungen Frøslevschrein und Frösleeschrein) ist ein kunstvoll ausgeführtes Behältnis im romanischen Stil, das möglicherweise als Reliquienschrein oder Tragaltar gedient hat. Es wurde 1872 in einem Moorgebiet nahe der Ortschaft Frøslev im heutigen deutsch-dänischen Grenzgebiet unweit der Stadt Flensburg gefunden. Die Forschung datiert den Schrein überwiegend auf Ende des 11. oder Anfang des 12. Jahrhunderts. Der Herkunftsort des 19,5 cm langen, 13,8 cm breiten und 7,8 cm hohen Kästchens konnte nicht zweifelsfrei geklärt werden. Die größte Wahrscheinlichkeit spricht für eine Werkstatt in Dänemark oder Norddeutschland. Der Schrein von Frøslev gehört zur Sammlung des Dänischen Nationalmuseums in Kopenhagen.

## Fundgeschichte
Gemäß den meisten Darstellungen wurde der Schrein von Frøslev im Jahr 1872 von Hans Jørgensen aus Ellund beim Torfstechen entdeckt. Der Fundort in einem großen Moorgebiet befindet sich in unmittelbarer Nähe der heutigen deutsch-dänischen Grenze, westlich des Ortes Frøslev (Fröslee), der seit 2007 als Stadtteil von Padborg zur Aabenraa Kommune gehört. Die Stadt Flensburg liegt etwa acht Kilometer südöstlich des Fundorts, den heute ein Obelisk aus Eiche markiert. Da die Stelle recht weit vom historischen Ochsenweg (dänisch Hærvejen) entfernt ist, wird vermutet, dass der Besitzer des Schreins sich im Moor verlaufen haben könnte; die genauen Umstände, wie das Kästchen dorthin gelangte, sind aber unbekannt.
1872 befanden sich Frøslev und der Fundort auf dem Gebiet des deutschen Kaiserreichs. Der Schrein wurde unter großer Geheimhaltung von Dänen über die damalige Grenze an der Kongeå nach Kopenhagen geschmuggelt, wo ihn der Lehrer Jens Madsen dem Oldnordisk Museum (Altnordischen Museum) überließ. Als Finderlohn erhielten Hans Jørgensen oder Jens Madsen – je nach Quelle – 10 Reichstaler sowie vier Fachbücher aus dem Bereich der Altertumswissenschaft.
In Veröffentlichungen über den Schrein, unter anderem in einer 1981 veröffentlichten Monografie, behauptete der dänische Gymnasiallehrer Poul Svensson mit Hinweis auf die mündliche Überlieferung vor Ort, der eigentliche Finder des Kästchens sei nicht Hans Jørgensen gewesen, sondern dessen Sohn Rasmus Jørgensen, der es in der Moorparzelle seines Vaters entdeckt habe. Die Darstellung, Hans Jørgensen habe beim Graben im Moor den Schrein auf seiner Schaufel gehabt, sei „falsch“.

## Schrein

### Maße, Material und Technik
Der romanische Schrein von Frøslev war ursprünglich ein Holzkästchen mit den Maßen 19,5 cm (Länge) mal 13,8 cm (Breite) mal 7,8 cm (Höhe). Der Deckel und die vier Seitenflächen wurden mit Platten aus Kupfer verkleidet, die mit Emaille vor allem in expressiven Blautönen (Ultramarin, Pariserblau, Hellblau und Lapislazuli) und in Weiß aufgefüllt waren. Der originale Holzkern hat sich nicht erhalten. Sämtliche Platten waren einst von vergoldeten Kugeln umrahmt, doch ist ein Teil von ihnen verloren gegangen. Die noch vorhandenen Löcher lassen erkennen, dass es 200 Kugeln gewesen sein müssen. Auf dem hinteren Deckelrand wird die Kugelreihe von einem Kreuzmedaillon unterbrochen. In dem Medaillon ist ein Lamm Gottes (Agnus Dei) dargestellt. Als Rarität erhalten geblieben ist ein stark beschädigtes, etwa 4,5 Zentimeter hohes Kruzifix aus Kupfer, das hinter dem Medaillon in einen Schlitz an der rückwärtigen Kante der Deckplatte eingesteckt werden kann.
Nach landläufig verbreiteter Ansicht wurde die prachtvoll gefärbte Emaille mit der Technik des Grubenschmelzes angebracht. In die Metallplatte werden hierbei durch Schaben oder Ätzen sogenannte „Gruben“ (Vertiefungen) eingelassen, in die die Emaille eingegossen wird. Nachdem das Dänische Nationalmuseum in Kopenhagen um 1980 eine technische Analyse des Frøslevschreins vorgenommen hatte, stellte Poul Svensson eine alternative Hypothese auf. Seiner Meinung nach war der Beweis erbracht worden, dass die Kupferplatten des Schreins gegossen worden waren – und zwar mitsamt der Gruben für die Emaille. Eine mikroskopische Analyse habe ergeben, dass auf den Platten jedwede Werkzeugspuren fehlten, die auf den Einsatz eines Grabstichels oder Meißels hätten hindeuten können. Dieser Ansicht ist jedoch energisch widersprochen worden. Das Kästchen habe lange im Moor gelegen, so dass das Kupfer korrodiert sei, was auch Auswirkungen auf die Oberflächenstruktur haben müsse. Möglicherweise würden detailliertere Untersuchungen an den Platten des Frøslevschreins Werkzeugspuren sichtbar machen.

### Bildprogramm
In starker Vereinfachung ist auf dem Deckel des Kästchens die Herrlichkeit des Herrn (Majestas Domini) dargestellt. Christus thront auf einem Regenbogen, und die Welt dient ihm als Fußschemel. Umgeben ist er von einer Mandorla, während in den vier Ecken die Evangelistensymbole (Mensch, Adler, Löwe, Ochse) abgebildet sind. Auf der Vorderseite des Schreins ist die Golgathaszene mit den römischen Soldaten Stephaton und Longinus dargestellt. Links und rechts vom Kreuz stehen jeweils unter einer Rundbogenarkade Johannes und Maria. Ausgehend vom toten Christus am Kreuz über das siegreiche Lamm mit Kreuzfahne im Medaillon (Agnus Dei) als Sinnbild der Auferstehung bis hin zum thronenden Christus in der Mandorla mit den Evangelistensymbolen als Zeichen für die Wiederkunft Christi ergebe sich „eine ikonografische Achse“.
Auf den beiden Schmalseiten des Kästchens sind jeweils drei Personen mit Heiligenschein, ebenfalls unter einer Arkade, zu sehen. Auf der Rückseite sind in derselben Weise fünf weitere Personen platziert. Der Kleiderstil der Personen ist auffallend uneinheitlich. Die Heiligen wurden mit einiger Zurückhaltung als elf Jünger Christi interpretiert; der zwölfte Jünger (Johannes) sei auf der Vorderseite dargestellt. Nach anderer Auffassung repräsentiert nur die Rückseite das Apostelkollegium, das als Zeichen der Einsetzung der Eucharistie und Begründung der Kirche gern auf Antependien und auf den Seitenverkleidungen von Altären erscheint, hier aber auf fünf disputierende, einander zugewandte Apostel reduziert sei. Die Seitenflächen des Kästchens werden nach diesem Verständnis von unbekannten Heiligen eingenommen. Eine weitere Deutung identifiziert die Figuren an den Seitenflächen mit Bischöfen und heiligen Frauen.
Die auf Medaillon und Emailleplatten ausgeführte Überwindung des Todes durch Christus erhält durch die Farbsymbolik Unterstützung: Dem Mittelalter galt Blau als himmlische und sieghafte Farbe; das reine, lichtgleiche Weiß war Attribut der göttlichen Erscheinung.

### Funktion
Es ist häufig diskutiert oder behauptet worden, dass das Frøslevkästchen als Reliquienschrein gedient haben könnte, in ihm also Reliquien eines oder mehrerer Heiliger aufbewahrt wurden. Im Inventar des Dänischen Nationalmuseums wird das Kästchen als Tragaltar bezeichnet. Dass der Schrein diese Funktion gehabt haben könnte, halten mehrere Forscher für möglich. Die Zuschreibung als Tragaltar ist insofern bemerkenswert, als diese Form der Altäre nach einem Beschluss der Synode von Epaone im Jahr 517 eigentlich zwingend mit einem Altarstein ausgestattet sein musste. Dies räumt etwa Joseph Braun auch ein, der aber gleichzeitig ausführt, dass ein Stein bei den Tragaltären kaum „ausnahmslos […] in Gebrauch“ gewesen sein dürfte. Auch deute das Kruzifix an der Rückseite des Schreins auf dessen Funktion als Trag- oder Reisealtar hin.
Der deutsche Kunsthistoriker Daniel Cremer hält eine Nutzung des Schreins von Frøslev „als Ersatzaltar“ grundsätzlich ebenfalls für denkbar. Der fehlende Altarstein spreche allerdings gegen eine solche Primärfunktion, vor allem wenn man die Entstehung des Schreins im norddeutschen Raum annehme (vgl. hierzu Abschnitt Herkunft und Entstehungszeit), wo die Überzeugung, ein Altar müsse aus Stein bestehen, „fest verwurzelt“ gewesen sei. Poul Svensson deutet an, dass die stabile Emaille als „hinreichender Ersatz“ für die Steinplatte aufgefasst worden sein könnte. Möglicherweise sei dem Auftraggeber oder Besitzer des Kästchens die Majestas-Domini-Darstellung wichtiger gewesen, zumal diese Motivik unverzichtbarer Bestandteil von Altarräumen und heiligen Messen gewesen sei.
Svensson schlägt als weitere mögliche Funktion des Schreins vor, für den Transport von Bleikapseln zur Verfügung gestanden zu haben, in denen die Reliquien lagen. Die Bischöfe, die Altäre weihten, hätten die Reliquien selbst überbracht. Der Frøslevschrein könnte ein würdiges Behältnis für Bleikapseln auf der Reise gewesen sein.

### Herkunft und Entstehungszeit
Auf Otto von Falke und vor allem Poul Nørlund geht die Tradition zurück, den Schrein von Frøslev im Kontext der sogenannten „starkfarbigen Emailkästchen“ zu betrachten, die nach Meinung des dänischen Forschers eine Einheit bildeten und aus derselben Werkstatt stammten. Nørlund fasste neben dem Frøslevschrein acht romanische Arbeiten aus Sammlungen in Hildesheim, Monte Cassino, Rom, New York City, Sankt Petersburg, aus der Beresford-Hope Collection, dem Schlossmuseum Berlin und dem Welfenschatz zu einer Gruppe zusammen, die „eine seltene Einheitlichkeit in fast jeder Hinsicht [aufweist], in Form und Größe, in der Anwendung und Farbgebung des Emails, in der gesamten dekorativen Ausschmückung, in den ikonografischen Motiven und deren Anordnung“. Namentlich weisen nach Nørlund alle Arbeiten „kräftige, fast gewaltsame Farbeffekte“ auf, außerdem ein „einfaches und – wenn man so will – grobes Design“ sowie „große kugelförmige Nagelköpfe, die in enger Reihe entlang aller Seiten und Kanten angebracht sind“. Die Ikonografie variiere wenig und orientiere sich an bekannten religiösen Motiven wie der Herrlichkeit des Herrn (jeweils mit einem Christus ohne Bart), der Kreuzigung (mit Stephaton und Longinus sowie Sonne und Mond), Jüngern oder Heiligen. Spätere Forscher subsumierten auch ein Kästchen aus Lucca als zehnte Arbeit zur „Nørlund-Gruppe“.
Vor allem ausgehend von den Schmalseiten des Schreins nimmt Nørlund mit einigem Vorbehalt an, dass die von ihm untersuchten „starkfarbigen Emailkästchen“ zwischen 1075 und 1150, vermutlich Anfang des 12. Jahrhunderts, entstanden sind. Zwar konzediert auch er eine Varianz des Kleiderstils gerade bei der Heiligendarstellung dieses Kästchens – manche der Männer tragen eine Kasel, andere Pluviale –, doch bewertet er den bestimmten Typus einer flachen Mitra, der auf dem Frøslevschrein zu sehen ist, als wichtigen Hinweis bezüglich der Datierung. Eine solche Mitra, „mit zwei abgerundeten Seitenhörnern“, tauche erst um das Jahr 1100 auf und werde bis zur Mitte des 12. Jahrhunderts verwendet. Allerdings räumt er ein, dass weitere Elemente der Kästchen, insbesondere stilistische Eigenarten der Figurenkomposition und der archaischen Ornamentik, eine noch ältere Entstehungszeit als möglich erscheinen lassen. Die Forschung hat Nørlunds vorsichtigen Datierungsversuch zumeist bestätigt und kaum zurückgewiesen. Lediglich Hans Ole Matthiesen und Jørgen Smidt-Jensen sahen sich veranlasst, eine entschieden frühere Entstehungszeit vorzuschlagen. Die Einfachheit bzw. „Primitivität“ des Frøslevschreins wie der anderen Kästchen aus der Gruppe hielten sie nicht, wie Forscher vor ihnen, für ein Charakteristikum des Produktionsortes, sondern für einen Ausdruck ihres Alters. Die bemerkenswerte Farbgebung der Schreine erachteten sie als typisch für das ottonische Reich in der zweiten Hälfte des 10. bis zur Mitte des 11. Jahrhunderts. Diese alternative zeitliche Situierung setzte sich jedoch nicht durch.
Der Entstehungsort des Frøslevschreins und der übrigen starkfarbigen Kästchen ist bis heute nicht endgültig geklärt. Poul Nørlund lokalisierte die Werkstatt unter anderem aufgrund des von ihm hervorgehobenen Stil-Mixes der Kästchen sowie der Fundumstände des Frøselevschreins nach Dänemark. Außerdem sah er starke Parallelen zwischen der Lamm-Gottes-Darstellung unter dem Kreuz des Frøslevkästchens zu zwei emaillierten Medaillons aus dem Dänischen Nationalmuseum, von dem eines nachweislich aus Roskilde stammt. Auch Peter Springer hält Dänemark als Produktionsort für plausibel und verweist mit Nørlund darauf, dass es im frühen 12. Jahrhundert eine enge personelle Verbindung zwischen Dänemark und Hildesheim gegeben habe, wo im dortigen Dom ein weiteres starkfarbiges Kästchen aufbewahrt wird. Für Poul Svensson spricht manches dafür, dass der Schrein von Frøslev aus dem dänischen Bistum Schleswig stammt, wo die Arkadenmotivik, die für das Kästchen eine Rolle spielt, stark verbreitet war, so etwa auf Taufsteinen oder auch auf Antemensalen, zum Beispiel in Quern. Zuletzt schloss sich 2017 Daniel Cremer dem Urteil weitgehend an, indem er feststellte: „Eine Entstehung der starkfarbigen Reliquiare in der ersten Hälfte des 12. Jahrhunderts im dänischen Schleswig und/oder dem norddeutschen Raum erscheint […] wahrscheinlich.“ Einmütig zurückgewiesen wurde hingegen eine These der Mediävistin Enrichetta Cecchi aus dem Jahr 1973, der zufolge die Überlieferung von drei Kästchen in Italien (Montecassino, Rom, Lucca) einen Entstehungsort in der Toskana als schlüssig erscheinen lasse. Die von ihr angeführten Vergleichsbeispiele, unter anderem aus Santa Maria in Campitelli in Rom, überzeugten die Fachwelt nicht.

## Nachbildung
Schon Anfang der 1990er Jahre fassten Poul Svensson und weitere Initiatoren den Plan, den Schrein von Frøslev, der über Forschungskreise hinaus wenig bekannt war, einer breiteren Öffentlichkeit vorzustellen. Sie baten den bekannten dänischen Goldschmied und Kirchenkünstler Bent Exner, eine Kopie des Schreines herzustellen. Aus diesem Auftrag entwickelte sich allmählich die Idee, dass die Rekonstruktion des Kästchens als sogenanntes „Volksgeschenk“ der Region Sønderjylland anlässlich der Hochzeit des dänischen Kronprinzenpaares Frederik und Mary im Jahr 2004 dienen könnte.
Exner stellte die Nachbildung nach jahrelangen Vorarbeiten fertig und traf das Kronprinzenpaar persönlich. Der Künstler gab die Material- und Arbeitskosten für den Schrein mit 1,7 Millionen Kronen (etwa 228.000 Euro) an. Die Initiatoren brachten durch eine Geldsammlung nicht den vollen Betrag, wohl aber etwa 700.000 Kronen auf. Auf einen Teil der Kosten blieb Exner damit sitzen. Zu Ehren der Menschen, die für das Geschenk gespendet hatten, stellte Exner auch elf Unikate als Anhänger nach Motiven des Schreins her.